# Feldgeschütz

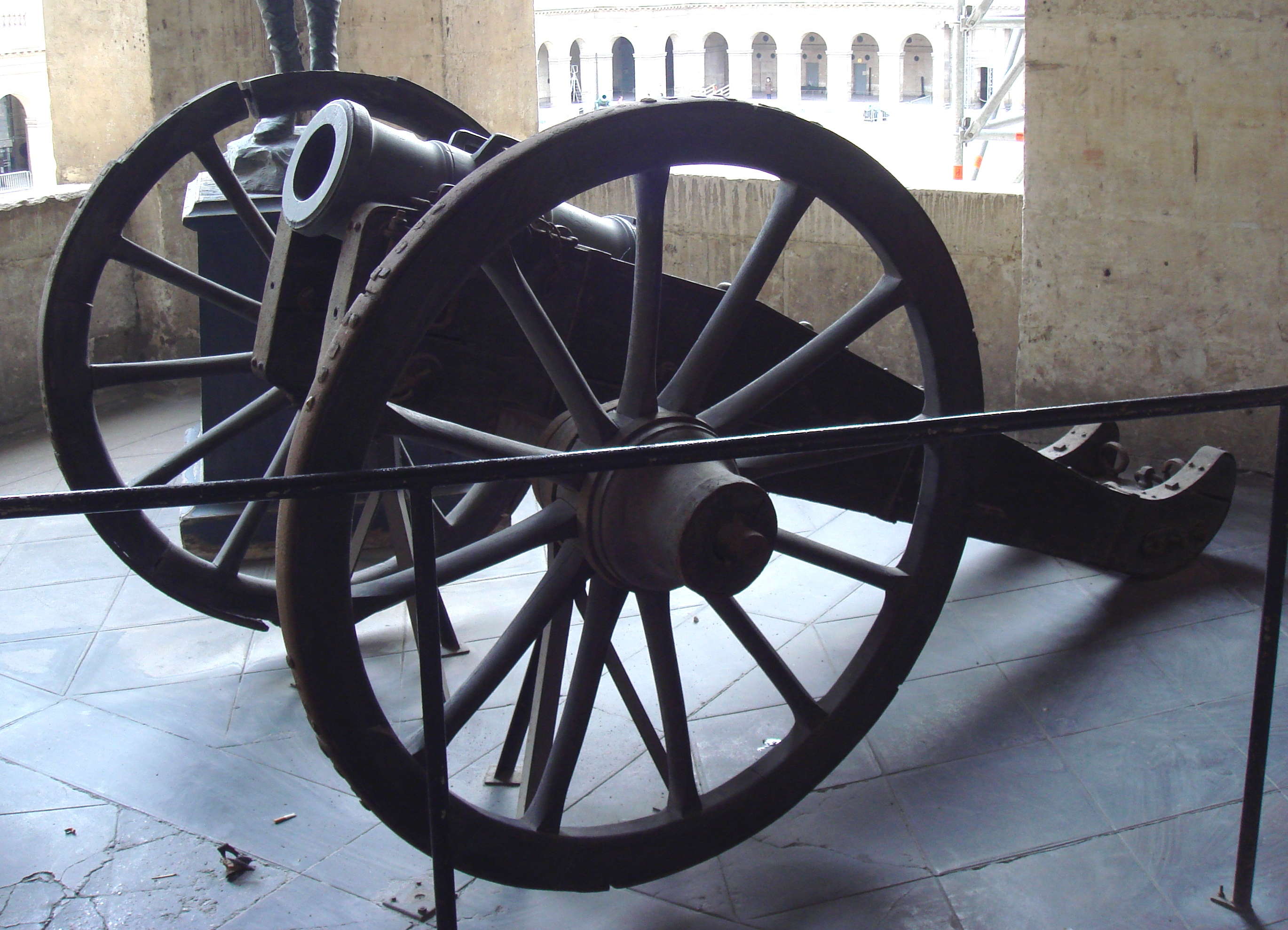
6-Zoll-Feldhaubitze Modell 1764

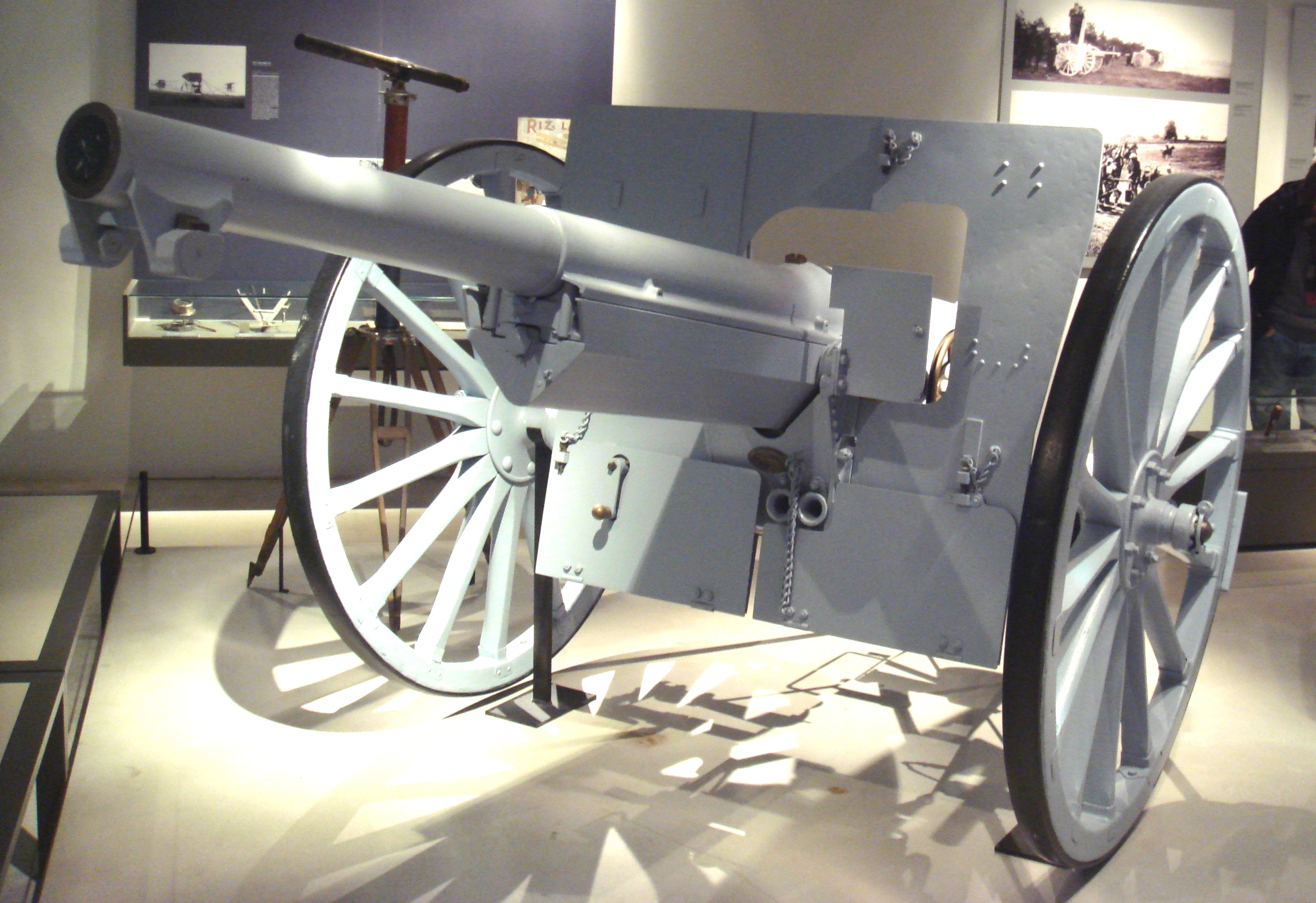
Erstes modernes Feldgeschütz: Canon de 75 mm modèle 1897

Ein Feldgeschütz ist ein Geschütz, welches für den beweglichen Einsatz im Gelände konzipiert ist und meist zur Unterstützung der Infanterie eingesetzt wird. Damit sind die Feldgeschütze von den ortsfesten Festungsgeschützen oder den nur bedingt beweglichen Belagerungsgeschützen abzugrenzen.
Die Feldartillerie musste der Infanterie und Kavallerie in jedem Gelände folgen können, die Feldgeschütze mussten deshalb sehr beweglich und lenkbar sein; ferner mussten sie schnell feuerbereit sein und eine möglichst rasche Bedienung zulassen. Um dies zu ermöglichen, mussten die Feldgeschütze durch Pferdezug in einer Last im Gelände bewegt werden können. Da ein Pferd 300 bis maximal 500 kg ziehen kann und mehr als sechsspänniger Pferdezug völlig unpraktikabel ist, durfte also ein Feldgeschütz in Fahrstellung einschließlich Protze, eventuell aufgesessener Bedienung und mitgeführter Munition maximal zwei bis drei Tonnen wiegen.
Die ersten Geschütze wurden Anfang des 14. Jahrhunderts hauptsächlich bei Belagerungen eingesetzt. Sie waren nur eingeschränkt beweglich, das Laden und Ausrichten auf das Ziel war langwierig. Erst mobile Lafetten auf Rädern erlaubten den mobilen Einsatz und während der Hussitenkriege (1419–1434) etablierten sich Feldgeschütze (als Nachfolger der Tarrasbüchse) in der damaligen Kriegsführung.
Die Ziele, die Feldgeschütze beschießen sollten, waren meistens Truppenansammlungen, seltener Befestigungen von geringer Widerstandsfähigkeit, deshalb wurden kleinere Kaliber als bei Festungs- und Belagerungsgeschützen verwendet. Zur Zeit der Napoleonischen Kriege (1792–1815) erreichen die Feldgeschütze eine Schussweite von etwa 1200 Metern.
Mitte des 19. Jahrhunderts rechnete man zu den Feldgeschützen die 4-, 6-, 8- und 12 pfündigen Feldkanonen und die 7- und 10 pfündigen, 42/5-, 51/2- und 8-zölligen Feldhaubitzen. Für den Transport über längere Strecken wurde das Feldgeschütz mit einer Protze verbunden, welche auch einen kleinen Munitionsvorrat aufnahm.
Seit der Zeit nach dem Ersten Weltkrieg ersetzte Motorzug allmählich den bis dahin üblichen Pferdezug, die Gewichtsbeschränkungen (max. 3 Tonnen) entfielen damit, und so wurde auch der Begriff des Feldgeschützes spätestens nach dem Zweiten Weltkrieg obsolet. Heute werden Feldgeschütze zunehmend auf Selbstfahrlafetten eingesetzt. Die neu entwickelten Panzer wurden zuerst mit leichten Feldgeschützen bekämpft. Diese Aufgabe übernahmen jedoch nachfolgend Panzerabwehrkanonen. Leichte Feldgeschütze dienten auch als Infanteriegeschütz zur unmittelbaren Feuerunterstützung der Infanterie. Als Feldkanonen werden heute noch Maschinenkanonen bezeichnet, die zur Ausrüstung der Infanterie gehören und zu deren Feuerunterstützung dienen.
In manchen modernen Armeen gibt es keine Feldgeschütze mehr. In der Bundeswehr war die Feldhaubitze FH155-1 das letzte Feldgeschütz. Die Funktion wird heute von der Panzerartillerie wie mit der Panzerhaubitze 2000 wahrgenommen.